# Foidolita
Les foidolites són roques plutòniques de gra groller constituïdes per més d'un 60% de feldespatoides respecte al total de minerals fèlsics. Modalment és definida al camp 15 del diagrama QAPF. Depenent del feldespatoide més abundant es pot anomenar nefelinolita, leucitolita, etc. Poden trobar-se cristalls de feldespat alcalí, plagiòclasi, biotita, amfíbol, piroxè i/o olivina. El seu equivalent volcànic és la foidita i la foidita tefrítica. Algunes foidolites són font potencial d'alumini.

## Varietats
Les foidolites poden anomenar-se també segons el foid més abundant que les constitueix. Si el foid més abundant és la noseana, la roca s'anomenarà noseanolita; si ho és la sodalita, la roca s'anomenarà sodalitolita; si el foid més abundant és la leucita, la roca rebrà el nom de leucitolita; finalment, si el foid més abundant és la nefelina, la roca rebrà el nom de nefelinolita. En el cas de les nefelinolites, si la composició modal de la roca de nefelina i piroxè oscila entre el 30 i el 70% s'anomena ijolita. Una altra varietat de foidolita és la fergusita, roques consistents d'aproximadament un 70% de pseudoleucita (feldespat alcalí, nefelina, kalsilita i analcima menor) i un 30% de piroxè.

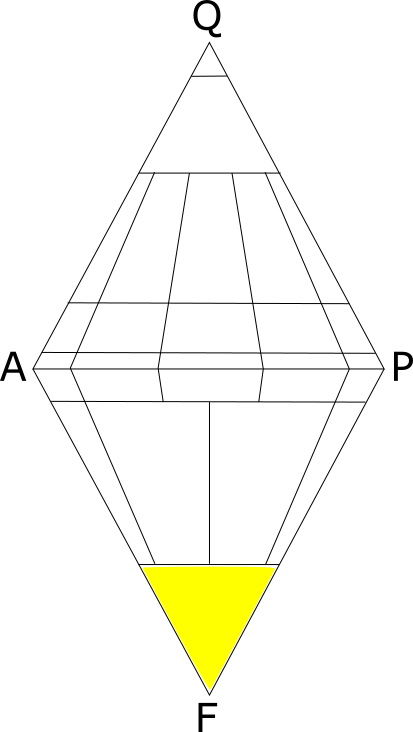
Foidolita en el diagrama QAPF (en groc).